# Ашеберг (Гольштейн)
Ашеберг (нем. Ascheberg) — община в Германии, в земле Шлезвиг-Гольштейн.
Входит в состав района Плён. Подчиняется управлению Гроссер Плёнер Зее. Население составляет 3206 человек (на 31 декабря 2010 года). Занимает площадь 20,93 км².